# Josie Nelson
Josie Nelson (* 6. April 2002 in Lichfield) ist eine britische Radrennfahrerin, die auf der Straße aktiv ist.

## Sportliche Laufbahn
Ihre sportliche Laufbahn im Radsport begann Nelson im Cyclocross. In den Saisons 2018/2019 und 2019/2020 gewann sie jeweils die Gesamtwertung der National Trophy Series juniors. Bei den Weltmeisterschaften 2020 belegte sie den siebten Platz bei den Juniorinnen. 
In der Sommersaison 2021 nahm Nelson an einigen Straßenradrennen teil und wurde Mitglied im UCI Women’s Continental Team Coop-Hitec Products. Nach der Cyclocross-Saison 2021/2022 wandte sie sich ab 2022 vollends dem Straßenradsport zu. Beste Saisonergebnisse waren ein vierter Etappenplatz bei der Tour of Scandinavia auf der UCI Women’s WorldTour und ein zweiter Etappenplatz bei der Tour de la Semois. 2023 kam sie erneut auf einen vierten Platz auf der Women’s WorldTour beim Cadel Evans Great Ocean Road Race.
Zur Saison 2024 erhielt Nelsen einen Vertrag beim niederländischen Team dsm-firmenich PostNL. Ihr erster internationaler Sieg war der Gewinn der letzten Etappe der Tour de Normandie Féminin, die sie als Zweite der Gesamtwertung abschloss. Bei den nationalen Meisterschaften 2024 sicherte sie sich den Titel im Einzelzeitfahren der U23.

## Erfolge
2024
- Britische U23-Meisterin – Einzelzeitfahren
- eine Etappe und Nachwuchswertung Tour de Normandie Féminin